# 沾溪镇
沾溪镇，是中华人民共和国湖南省益阳市桃江县下辖的一个乡镇级行政单位。

## 行政区划
沾溪镇下辖以下地区：
沾溪村、九螺坊村、伍家洲村、洋泉湾村、长田坊村、泉水井村、双塘村、卫红村、白沙洲村和杉木村。